# Samuel Edward Konkin III
Samuel Edward Konkin III, född 8 juli 1947, död 23 februari 2004, även känd som SEK3, var en kanadensisk-amerikansk libertariansk filosof och österrikisk ekonom. Som författare till publikationen New Libertarian Manifesto var han en förespråkare för en politisk filosofi som han kallade agorism.

## Privatliv
Konkin föddes den 8 juli 1947 i Edmonton i Alberta, som son till Samuel Edward Konkin II och Helen Konkin. Han hade en bror som hette Alan. Han gifte sig med Sheila Wymer 1990 och fick en son vid namn Samuel Evans-Konkin. Äktenskapet tog slut strax därefter. Konkin var ateist. Konkin var också känd för sin klädstil: "För att visa sina anarkistiska övertygelser klädde han sig helt i svart, en färg som förknippats med den rörelsen sedan slutet av 1800-talet".
Den 23 februari 2004 dog Konkin av naturliga orsaker i sin lägenhet i västra Los Angeles, Kalifornien. Han begravdes bredvid sin far i Edmonton, Alberta.

## Fanzine-bidrag
Konkin var ett livslångt fan av C.S. Lewis och J.R.R. Tolkien och en ivrig medarbetare i fanzine. Han var en känd figur bland science fiction/fantasy-fans för sina författarskap om Alarums och Excursions och liknande. I ett nummer av Alarums and Excursions från 1976 publicerade Konkin en teckning som föreställer Dungeons & Dragons -författarna Gary Gygax, Len Lakofka och Tim Kask hängda av en grupp kvinnor. Detta kom i kölvattnet av motreaktioner från samhället efter att Lakofka hade föreslagit nya regler för kvinnor som skulle ha betygsatt deras "skönhet" och gjort dem svagare i strid mot manliga karaktärer.
Konkin försökte själv föreslå en ny karaktärsarketyp, jungfrun, som han skildrade som en kysk karaktär i sökande efter kärlek, i stil med en Disneyprinsessa. Konkins förslag kritiserades för att upprätthålla könsstereotyper, där kyskhet upphöjde karaktären till en 'gemål', medan promiskuitet degraderade henne till rollen som 'kurtisan'. Han kritiserades också för att ha klandrat offret i scenarier där flickan utsattes för sexuella övergrepp, eftersom han antydde att självmord var en kvinnas enda moraliska reaktion. Författaren Aaron Trammell beskrev Konkins förslag som en objektifiering av kvinnor eftersom det definierade dem utifrån deras sexualitet. Andra D&D-fans skrev till Konkin och invände mot hans karaktärsförslag, och många beskrev det som ett verk av en "manlig chauvinistisk gris" medan en beskrev det som satir. Trammell karakteriserade breven som en handling av rättvisa, där författarna försökte i hemlighet förklara för Konkin de problem de hade med karaktären, snarare än att offentligt fördöma honom.

## Politiska åsikter
Konkin ansåg att libertarianismen var radikal. Han var en av initiativtagarna till Agoristinstitutet.
Konkin avvisade omröstning och ansåg att det stred mot libertariansk etik. Han motsatte sig också inblandning i Libertarian Party, som han ansåg hade övertagits av statsvänliga krafter och därmed förrådde libertarianismens ideal. Han var en motståndare till den inflytelserika minarkistiska filosofen Robert Nozick och kallade Nozicks anhängare för "Nozis".
Konkin presenterar sin strategi för att uppnå ett libertarianskt samhälle i sitt manifest, New Libertarian Manifesto. Eftersom han avvisade rösträtt och andra medel genom vilka människor vanligtvis försöker social förändring, uppmuntrade han människor att dra tillbaka sitt samtycke från staten genom att ägna sin ekonomiska verksamhet åt svarta och grå marknadskällor, vilka inte skulle beskattas eller regleras. Konkin kallade "transaktioner på dessa marknader, såväl som andra aktiviteter som kringgick staten, 'kontraekonomi'. Fredliga transaktioner äger rum på en fri marknad, eller agora: därav hans term 'agorism' för det samhälle han försökte uppnå."
Konkin var redaktör och utgivare för den oregelbundet producerade tidskriften New Libertarian Notes (1971–1975), New Libertarian Weekly (1975–1978) och slutligen tidskriften New Libertarian (1978–1990), vars sista nummer var en specialhyllning till science fiction med ett omslag till Robert A. Heinlein (nummer 187, 1990).
Konkin var motståndare till lönearbete, immateriella rättigheter, imperialism och interventionism.

### Agorism
Konkin föreslog en socialpolitisk filosofi känd som agorism, som förespråkar ett samhälle där alla relationer mellan människor är frivilliga utbyten genom kontraekonomi, och engagerar sig i aspekter av ickevåldsam revolution. De flesta agorister motsätter sig strikt röstning som en strategi för att uppnå sina önskade resultat.
| Agorismens mål är agoran. Ett samhälle på den öppna marknaden, så nära ett fritt samhälle som mänskligt kan uppnås, är så nära ett fritt samhälle som möjligt. Och ett fritt samhälle är det enda där var och en av oss kan tillfredsställa sina subjektiva värderingar utan att krossa andras värderingar med våld och tvång. |
| – Samuel Edward Konkin III |

### Anklagelser om historisk revisionism
I sin bok Anarchism: Left, Right, and Green anklagade den politiska teoretikern och anarkosyndikalisten Ulrike Heider Konkin för att ha förespråkat historisk negationism i sina kontakter med Institute for Historical Review (IHR), där han var styrelseledamot; detta inkluderade att tilldela IHR annonsutrymme i New Libertarian, och att skriva en positiv recension av James J. Martins bok om Raphael Lemkin, som publicerades av IHR. Konkin avvisade personligen förnekelse av förintelsen, men försvarade IHR eftersom han ansåg att dess yttrandefrihet undertrycktes. Konkins bedömning av Martins bok, särskilt det andra kapitlet där Martin betecknade påståendena om "massmord på judar som en välkoordinerad och orkestrerad propagandaattack" som "en sammanfattning av Martins libertariansk-revisionistiska syn på andra världskriget" och "bokens höjdpunkt och ett värdefullt häfte i sig" för "libertarianen och den hårdföra revisionisten", ifrågasätter dock den inramningen.